# Dypsis concinna
Dypsis concinna är en enhjärtbladig växtart som beskrevs av John Gilbert Baker. Dypsis concinna ingår i släktet Dypsis och familjen Arecaceae. IUCN kategoriserar arten globalt som nära hotad. Inga underarter finns listade i Catalogue of Life.